# Merrillville (Indiana)
Merrillville es un pueblo ubicado en el condado de Lake en el estado estadounidense de Indiana. En el Censo de 2010 tenía una población de 35246 habitantes y una densidad poblacional de 409,27 personas por km².

## Geografía
Merrillville se encuentra ubicado en las coordenadas 41°28′22″N 87°19′5″O / 41.47278, -87.31806. Según la Oficina del Censo de los Estados Unidos, Merrillville tiene una superficie total de 86.12 km², de la cual 86.03 km² corresponden a tierra firme y (0.11%) 0.09 km² es agua.

## Demografía
Según el censo de 2010, había 35246 personas residiendo en Merrillville. La densidad de población era de 409,27 hab./km². De los 35246 habitantes, Merrillville estaba compuesto por el 46.35% blancos, el 44.47% eran afroamericanos, el 0.2% eran amerindios, el 1.19% eran asiáticos, el 0.02% eran isleños del Pacífico, el 4.62% eran de otras razas y el 3.15% pertenecían a dos o más razas. Del total de la población el 12.86% eran hispanos o latinos de cualquier raza.